# St. Bonifatius (Leeuwarden)

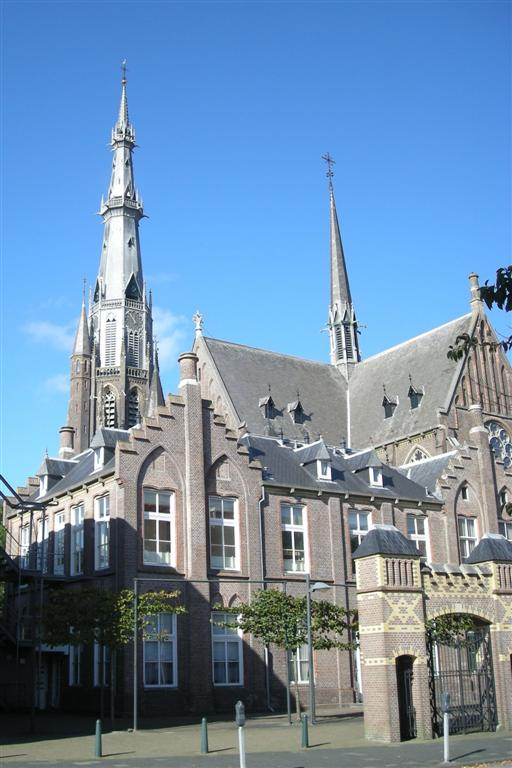
St. Bonifatius

St. Bonifatius ist eine römisch-katholische Pfarrkirche am Ostrand der Altstadt von Leeuwarden, der Hauptstadt der niederländischen Provinz Friesland. Die große neugotische Basilika wurde von 1882 bis 1884 nach Plänen von Pierre Cuypers erbaut. Sie gilt als ein Hauptwerk des Architekten.

## Geschichte
Im letzten Viertel des 19. Jahrhunderts gab es erste Pläne zur Errichtung eines neuen Bistums für die nördlichen Provinzen der Niederlande – die tatsächlich erst 1955 mit der Gründung des Bistums Groningen verwirklicht wurden. Der Kirchenneubau in Leeuwarden geschah im Hinblick auf die erwartete Erhebung zur Kathedrale und umfasste auch ein Bischofshaus in Neorenaissanceformen; dieses wurde dann zum Krankenhaus umgebaut. 
Die Kirche erhielt das Patrozinium des heiligen Bonifatius, der in Friesland das Martyrium erlitt.
Heute ist die Bonifatiuskirche Zentrum der Titus-Brandsma-Pfarrei, zu der auch St. Dominikus gehört.

### Flugzeugunfall
Am 27. Dezember 1947 wurde mit einer Douglas DC-3/C-47A-5-DK der niederländischen KLM Royal Dutch Airlines (Luftfahrzeugkennzeichen PH-TCV) im Anflug auf den Flughafen Leeuwarden (Niederlande) durchgestartet, da die Piloten in starkem Regen und niedriger Wolkendecke den Flugplatz nicht sehen konnten. Dabei kollidierte die linke Tragfläche mit dem 70 Meter hohen Turm der Kirche St. Bonifatius, wobei die äußeren drei Meter der linken Tragfläche abrissen. Es gelang den Piloten dennoch, in einem Feld nahe Boxum (rund 6 Kilometer südwestlich der Kirche) eine Bauchlandung durchzuführen. Da das Flugzeug auch noch über drei Gräben schleuderte, wurde es irreparabel beschädigt. Alle 15 Insassen, fünf Besatzungsmitglieder und 10 Passagiere, überlebten den Unfall.

## Architektur
St. Bonifatius ist eine geostete Backsteinbasilika auf Kreuzgrundriss. Die Gesamtlänge beträgt 75 m, die Breite des Querhauses 32 m. Über dem Portal im Westen erhebt sich der 85 m hohe, reich gegliederte und verzierte Turm. Er trägt einen markanten dreiteiligen Spitzhelm (1979 nach Sturmschaden erneuert). Ungewöhnlich ist die Apsis, die als Oktogon mit eigenem Kegeldach gestaltet ist. Die drei Ziergiebel und die Portalfassade der Kirche enthalten Maßwerk-Rosettenfenster.

## Ausstattung
Von der neugotischen Ausstattung sind der Haupt- und die vier Seitenaltäre bemerkenswert. Der Annenaltar enthält eine Anna-selbdritt-Gruppe aus dem 16. Jahrhundert. Die Kanzel ist barock.

## Orgeln
St. Bonifatius besitzt eine Adema-Verschueren-Orgel von 1899/1942.
In der Vierung befindet sich eine einmanualige Chororgel von Aristide Cavaillé-Coll aus dem Jahr 1886. Sie wurde ursprünglich als Opus 583 für das Jesuitenkolleg Sint Willibrordus in Katwijk erbaut und 1945 von der Alkmaarer Firma Pels & Zn. gekauft. 1971 gelangte sie nach Leeuwarden. 1984 wurde sie für St. Bonifatius gekauft und durch L. Verschueren restauriert. Sie besitzt vier Register auf einem Manual mit angehängtem Ein-Oktav-Pedal bei folgender Disposition:
| Manual (schwellbar) C–f3 |    |
| Bourdon B                | 8′ |
| Flûte Harmonique D       | 8′ |
| Prestant B/D             | 4′ |
| Doublette B/D            | 2′ |
| Trompette B/D            | 8′ |

| Pedal C–c0 |
| angehängt  |